# La maquinària
La maquinària (originalment en suec, Maskineriet) és una sèrie de thriller d'acció sueca del 2020. La sèrie és dirigida per Richard Holm i escrit per Peter Arrhenius, Niclas Ekström i Kjersti Ugelstad.
La sèrie es va estrenar a Suècia el 24 de maig de 2020 a Viaplay. La primera temporada de la sèrie consta de vuit episodis i la segona, entrenada el 2022, de sis. La versió doblada al valencià de la primera temporada es va estrenar el 26 i 27 d'agost de 2021 a À Punt. L'1 de juliol de 2024 es va incorporar al catàleg de 3Cat doblada al català central.

## Sinopsi
El pare de família Olle que es desperta en un ferri entre Suècia i Noruega. No té ni idea de com ha acabat aquí. Tampoc recorda com han anat a parar una pistola, una màscara i una bossa plena de diners al seu costat.

## Repartiment
- Kristoffer Joner - Olle Hultén
- Jakob Eklund - Henrik Hultén
- Anderz Eide - Tom
- Bjørn Sundquist - Einar Edvardsen
- Julia Schacht - Nina
- Emilia Roosmann - Monica Hansen
- Hanna Alström - Josefin Hultén
- Anastasios Soulis - Paul Hultén
- Emil Almén - Jack
- Rune Temte - Magnus

## Llista d'episodis

### Temporada 1
| Núm. total | Núm. de la temporada | Títol en valencià         | Títol en català central | Direcció     | Guió                                              | Data d'estrena original | Data d'estrena a À Punt | Data d'estrena a 3Cat |
| --- | -------------------- | ------------------------- | ----------------------- | ------------ | ------------------------------------------------- | ----------------------- | ----------------------- | --------------------- |
| 1 | 1                    | «El jo»                   | "Caçat"                 | Richard Holm | Peter Arrhenius, Niclas Ekström, Kjersti Ugelstad | 24 de maig de 2020      | 26 d'agost de 2021      | 1 de juliol de 2024   |
| L'Olle Hultén és un pare de família com qualsevol altre. Després d'un dia de feina, es desperta al ferri que connecta Sandefjord, a Noruega, amb Strömstad, la seva ciutat natal, a Suècia. No recorda com hi ha arribat i, al costat, té una bossa enorme amb un milió de corones, una pistola i un passamuntanyes. L'Olle no recorda res, però l'instint li diu que corri quan la policia el comença a perseguir. Aviat s'adona que algú el vol inculpar del robatori d'un dipòsit d'efectiu. Per què l'han triat a ell com a cap de turc? |                      |                           |                         |              |                                                   |                         |                         |                       |
| 2 | 2                    | «Culpable?»               | "Culpable"              | Richard Holm | Niclas Ekström, Kjersti Ugelstad                  | 24 de maig de 2020      | 26 d'agost de 2021      | 1 de juliol de 2024   |
| L'Olle enganya la seva dona perquè es pensi que ha lliurat els diners i la pistola a la policia. En comptes d'això, amaga els diners a la casa que està construint per a la seva família i busca pistes a la seva empresa per intentar esbrinar per què el volen incriminar. La Nina descobreix proves que demostren que l'Olle és qui va proporcionar el material que es va fer servir durant el robatori i el deté, però ell aconsegueix escapar-se i desaparèixer sense deixar cap rastre.                                                |                      |                           |                         |              |                                                   |                         |                         |                       |
| 3 | 3                    | «Morts vivents»           | "Un mort que camina"    | Richard Holm | Niclas Ekström, Kjersti Ugelstad                  | 31 de maig de 2020      | 26 d'agost de 2021      | 1 de juliol de 2024   |
| L'Olle roba el iot del seu sogre i torna a Sandefjord per buscar la dona misteriosa que va conèixer a l'hotel. Li segueix la pista fins a una drassana on, per sorpresa, es troba amb un amic de la infància, en Tom, que li pregunta per què va desaparèixer fa 20 anys. Quan torna al iot l'ataca en Nikolaj, un home que l'ha estat vigilant i amb qui ha de lluitar per la seva vida. Durant la baralla, acaba disparant a en Nikolaj, a qui pren la cartera i llença al mar.                                                            |                      |                           |                         |              |                                                   |                         |                         |                       |
| 4 | 4                    | «La bossa per a cadàvers» | "La bossa amb el cos"   | Richard Holm | Niclas Ekström, Kjersti Ugelstad                  | 7 de juny de 2020       | 26 d'agost de 2021      | 1 de juliol de 2024   |
| La Nina i els seus agents troben el cos d'en Nikolaj a l'aigua. Té la cara completament cremada i, de seguida, assumeixen que és el cos de l'Olle. Ell, mentrestant, entra a casa d'en Nikolaj i troba proves que demostren que algú el vigila a ell i a la seva família, però ha de tornar a fugir de la policia. Finalment, aconsegueix escapar-se'n i decideix buscar refugi a casa del seu amic de la infància, el Tom. |                      |                           |                         |              |                                                   |                         |                         |                       |
| 5 | 5                    | «Odiat»                   | "L'odi"                 | Richard Holm | Peter Arrhenius, Niclas Ekström, Kjersti Ugelstad | 14 de juny de 2020      | 27 d'agost de 2021      | 1 de juliol de 2024   |
| L'Olle descobreix que en Tom és una de les persones que conspiren contra ell i l'obliga a portar-lo a veure la Monika, que viu en un tràiler als afores de Sandefjord. Allà forcegen i l'Olle s'escapa a casa els seus pares. La investigació de la Nina arriba fins al pare de l'Olle, que és agent de policia a la comissaria de Sandefjord. Ella i en Magnus van a casa seva per parlar-hi, però l'Olle fuig abans que el trobin. |                      |                           |                         |              |                                                   |                         |                         |                       |
| 6 | 6                    | «Mèxic»                   | "Mèxic"                 | Richard Holm | Niclas Ekström, Kjersti Ugelstad                  | 21 de juny de 2020      | 27 d'agost de 2021      | 1 de juliol de 2024   |
| La Monika recupera els diners del robatori, 30 milions de corones. Quan torna a la caravana per recollir les coses i fugir del país hi troba l'Olle, que l'espera. Es coneixen, però amb un altre nom: es van casar a Mèxic, però ell la va abandonar després de cometre un robatori. El que no sap és que quan va marxar, ella estava embarassada i que en Jimmy és fill seu. |                      |                           |                         |              |                                                   |                         |                         |                       |
| 7 | 7                    | «Traït»                   | "La traïció"            | Richard Holm | Niclas Ekström, Kjersti Ugelstad                  | 28 de juny de 2020      | 27 d'agost de 2021      | 1 de juliol de 2024   |
| La Nina segueix investigant l'Einar, el pare de l'Olle, que està implicat en la mort d'en Brede, el seu germà i amic de la infància de l'Olle, que va morir quan tots dos intentaven robar a un home a casa seva. L'Olle va fugir de l'escena del crim i va deixar que en Brede es dessagnés a terra. A Strömstad, l'Olle intenta avisar la policia que ell i la Monika són allà, però la Monika se n'adona. |                      |                           |                         |              |                                                   |                         |                         |                       |
| 8 | 8                    | «La casa dels somnis»     | "La casa somiada"       | Richard Holm | Niclas Ekström, Kjersti Ugelstad                  | 5 de juliol de 2020     | 27 d'agost de 2021      | 1 de juliol de 2024   |
| La Josefin es desperta i s'adona que la Lilly no hi és. L'Olle, que estava lligat en una habitació d'hotel, s'escapa i la policia sap que ha tornat a Strömstad. Pot ser que hagi segrestat la seva pròpia filla? Després que la Monika l'obligui a ell i a la Josefin a acompanyar-la a buscar la Lilly, l'Olle haurà de prendre una decisió complicada. Triarà la vida o la mort? |                      |                           |                         |              |                                                   |                         |                         |                       |

### Temporada 2
| Núm. total | Núm. de la temporada | Títol original   | Direcció     | Guió                             | Data d'estrena original |
| ---------- | -------------------- | ---------------- | ------------ | -------------------------------- | ----------------------- |
| 9          | 1                    | «Gisslan»        | Richard Holm | Niclas Ekström, Kjersti Ugelstad | 15 de maig de 2022      |
| 10         | 2                    | «Tre kaniner»    | Richard Holm | Niclas Ekström                   | 15 de maig de 2022      |
| 11         | 3                    | «Mörkret»        | Richard Holm | Niclas Ekström, Gunnar Svensén   | 15 de maig de 2022      |
| 12         | 4                    | «Flykten»        | Richard Holm | Niclas Ekström, Gunnar Svensén   | 15 de maig de 2022      |
| 13         | 5                    | «Skål för döden» | Richard Holm | Karin Aspenström, Niclas Ekström | 15 de maig de 2022      |
| 14         | 6                    | «Ett nytt liv»   | Richard Holm | Karin Aspenström, Niclas Ekström | 15 de maig de 2022      |